# Idol z piekła rodem
Idol z piekła rodem (tytuł oryg. Get Him to the Greek) – amerykański film komediowy z 2010 roku, napisany i wyreżyserowany przez Nicholasa Stollera, z Jonah Hillem i Russellem Brandem obsadzonymi w rolach głównych. Film jest spin-offem komedii Chłopaki też płaczą (Forgetting Sarah Marshall, 2008), także w reżyserii Stollera.
Film zyskał pozytywne recenzje krytyków oraz stał się przebojem kinowym, dookoła świata inkasując dziewięćdziesiąt jeden milionów dolarów.

## Fabuła
Aaron Green, pracownik wytwórni muzycznej, ma siedemdziesiąt dwie godziny, by sprowadzić z Londynu do Los Angeles legendę rocka, skandalistę Aldousa Snowa, na jego pierwszy koncert po latach scenicznej przerwy. Aby zachować stanowisko, Aaron będzie musiał nie tylko wygrać szalony wyścig z czasem oraz znosić ekscentryczne zachowanie Aldousa.

## Obsada
- Jonah Hill – Aaron Green
- Russell Brand – Aldous Snow
- Sean „Diddy” Combs – Sergio Roma
- Elisabeth Moss – Daphne Binks
- Rose Byrne – Jackie Q
- Colm Meaney – Jonathan Snow
- Kali Hawk – Kali Coleman
- Aziz Ansari – Matty Briggs
- Nick Kroll – Kevin McLean
- Carla Gallo – Destiny
- T.J. Miller – Brian
- Dinah Stabb – Lena Snow
- Lino Facioli – Naples
- Kristen Bell – Sarah Marshall
- Christina Aguilera – ona sama
- Pink – ona sama
- Owen Wilson – on sam
- Lars Ulrich – on sam
- Mario Lopez – on sam
- Tom Felton – on sam
- Meredith Vieira – ona sama
- Pharrell Williams – on sam
- Paul Krugman – on sam
- Rick Schroder – on sam

## Nagrody i wyróżnienia
- 2010, Teen Choice Awards:
  - nominacja do nagrody Teen Choice w kategorii najlepszy film komediowy
  - nominacja do nagrody Teen Choice w kategorii najlepszy aktor w filmie komediowym (nagrodzeni: Russell Brand, Jonah Hill [2 osobne nominacje])
  - nominacja do nagrody Teen Choice w kategorii najlepsza filmowa walka (Russell Brand, Jonah Hill, Sean „Diddy” Combs)
  - nominacja do nagrody Teen Choice w kategorii najlepsza scena napadu złości (Sean „Diddy” Combs)
  - nominacja do nagrody Teen Choice w kategorii najlepsza scena pocałunku (Russell Brand, Jonah Hill)
  - nominacja do nagrody Teen Choice w kategorii najlepsza postać męska skupiająca uwagę (Sean „Diddy” Combs)
- 2011, Black Reel Awards:
  - nominacja do nagrody Black Reel w kategorii najlepszy aktor drugoplanowy (Sean „Diddy” Combs)
- 2011, Broadcast Film Critics Association Awards:
  - nominacja do nagrody Critics Choice w kategorii najlepszy film komediowy
- 2011, Empire Awards, UK:
  - nominacja do nagrody Empire w kategorii najlepsza komedia
- 2011, MTV Movie Awards:
  - nominacja do nagrody MTV Movie w kategorii najlepszy występ komediowy (Russell Brand)

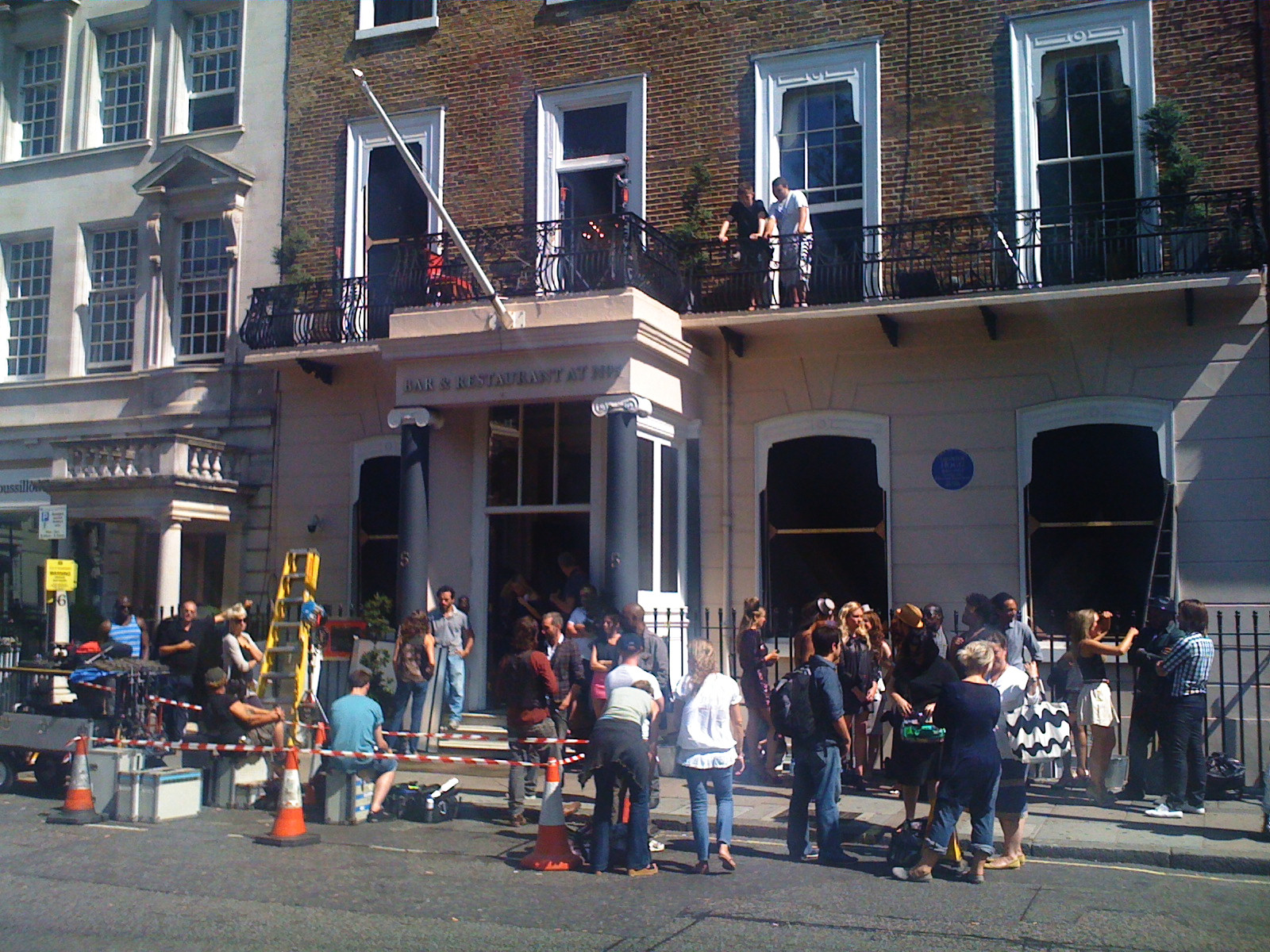
Kręcenie filmu − Cavendish Square, Londyn, 2009.